# Provinz al-Qasim
Al-Qasīm, auch al-Qaseem oder al-Qassim (arabisch منطقة القصيم, DMG minṭaqat al-Qaṣīm, Aussprache [ælqɑˈsˁiːm]), ist eine Provinz von Saudi-Arabien. Die 58.046 km² große Provinz hat etwa 1,3 Millionen Einwohner und liegt in der Mitte der arabischen Halbinsel. Die Provinz gilt als ein wichtiges landwirtschaftliches Gebiet innerhalb Saudi-Arabiens. In al-Qasim liegen mehr als 400 Orte und Städte, wobei in der Hauptstadt Buraida fast die Hälfte aller Einwohner der Provinz leben.

## Etymologie
Al-Qasīm bedeutet so viel wie „ein fruchtbares Land“ oder „ein Land, das mit Bäumen bestanden ist“. Typisch für die Region ist der auf Dünen wachsende Calligonum comosum aus der Familie der Knöterichgewächse.

## Geographie
Die Provinz (in Saudi-Arabien offiziell Region bezeichnet) liegt in der Mitte Saudi-Arabiens, ungefähr 400 km nordwestlich von Riad. An der Ostgrenze liegt die Provinz Riad im Westen grenzt die Provinz Medina an al-Qasim. Al-Qasim liegt im Schnitt 600 bis 750 Meter über dem Meeresspiegel.
Eine Besonderheit von al-Qasim ist der Wadi ar-Rumma. Dieser erstreckt sich auf einer Länge von etwa 600 km über die ganze Provinz bis nach Medina. Er stellt außerdem das längste Tal der gesamten arabischen Halbinsel dar.

### Städte
Unweit der Hauptstadt Buraida liegt Unaiza, die zweitgrößte Stadt der Provinz. Weitere Städte in der Provinz sind ar-Rass und al-Bada'īʿ.

### Klima
Al-Qasīm hat ein für die arabische Halbinsel typisches heißes Wüstenklima. Trockene und heiße, gelegentlich milde Sommer wechseln sich mit dem kalten, regnerischen Winter ab.

## Geschichte
Es gibt nur sehr wenig Informationen über die vor-islamische Zeit der Provinz. Imru' al-Qais berichtet von Unaiza und anderen Städten, die meisten von ihm genannten Ortschaften lassen sich jedoch bis heute nicht auffinden.
In der Zeit der Abbasiden führte durch die Provinz eine weithin bekannte Pilger- und Handelsstraße für Reisende aus Persien und Mesopotamien. Diese sogenannte Zubeida-Straße hatte ihren Anfang in Kufa und endete in Mekka. Die Straße wurde von Harun ar-Raschid maßgeblich ausgebaut und nach seiner Frau Zubeida benannt. Entlang der Straße entstanden eine Reihe von Rastpunkten für Pilger, die sich später zu Städten, wie die heutige Hauptstadt Buraida, entwickelten.
Im späten 16. Jahrhundert wurde die Provinz von der Dynastie der Abu Ulayan unter Rashid Al Duraiby erobert. Er ernannte Buraida zur Hauptstadt. Lediglich Unaiza wurde von den Al-Sulaim weiterregiert.
Die Abu Ulayan regierten das Emirat, bis es schließlich von Muhanna Salih Abalkhail, Anführer der Abalkhail-Dynastie, erobert wurde. 1890 wurde das Emirat von Muhammad Bin Abdullah Al Rashid, dem Emir von Ha'il, erobert, konnte 1904 aber von den Abalkhail wiedergewonnen werden.
1907 wurde die Provinz schließlich Teil des Königreichs Saudi-Arabien.

## Wirtschaft
Zusammen mit dem Tourismus ist die Landwirtschaft die wichtigste Einkommensquelle der Region. Obwohl al-Qasīm schon immer wegen seiner Fruchtbarkeit bekannt war, gelang es hier in den letzten Jahrzehnten die Produktion von Weizen derart zu steigern, dass der Wüstenstaat Saudi-Arabien zum Exporteur von Grundnahrungsmitteln wurde. Neben Weizen werden in der Region Grapefruits, Limetten, Mandarinen, Orangen und eine Vielzahl von Gemüsesorten angebaut.
Die Region um die Stadt Buraida zählt zu den größten Dattelproduzenten weltweit. Jedes Jahr im September wird hier ein Dattelfest veranstaltet, zu dem vor allem Händler aus dem Golf-Kooperationsrat kommen, um große Kontingente der Früchte zu erwerben. Die Stadt hat den weltweit größten Kamelmarkt.
Auch die zweitgrößte Stadt Unaiza veranstaltet ein jährliches Dattelfest, um in Abstimmung mit weiteren vom Stadtrat initiierten jährlichen Festen eine Vielzahl von Touristen in die Region zu locken.
Die Landwirtschaft spielt in dieser Region traditionell eine große Rolle und hat durch ihre vielfältigen Produkte zu Entstehung lokaler Gerichte beigetragen. So essen z. B. die Bewohner von Unaiza Lauch oder die Bewohner von Rass bevorzugt Chili.

## Bildungseinrichtungen
Die Qassim-Universität ist die größte höhere Bildungseinrichtung in der Region Al-Qassim im Westen von Buraida, wo mehr als 70.000 Studenten und Doktoranden 38 Colleges besuchen. Die Qassim-Universität gehört gemessen an der Anzahl der Studierenden zu den größten öffentlichen Universitäten Saudi-Arabiens. Neben der Qassim-Universität gibt es drei private Universitäten, an denen Studierende Ingenieurwesen, Informatik, Zahnmedizin sowie Verwaltungs- und Geisteswissenschaften studieren.
Hier sind Studierende mit den Schwerpunkten Zahnmedizin, angewandte Medizin, Ingenieurwesen und Informationstechnologie sowie Verwaltungs- und Geisteswissenschaften eingeschrieben.

## Infrastruktur
Durch ihre zentrale Lage ist die Provinz gut an das Autobahn- und Straßennetz von Saudi-Arabien angeschlossen. Zudem existiert in der Provinzhauptstadt über den Flughafen al-Qasim Anschluss an mehrere internationale Drehkreuze.
Schulen und Krankenhäuser, sowohl öffentlich als auch privat, sind wie in ganz Saudi-Arabien in jeder größeren Stadt vorhanden. Zwischen den beiden wichtigsten Städten Buraida und Unaiza liegt die Universität von al-Qasim.

## Gouverneure
| Namen                               | Zeitraum  | ernannt von  |
| ----------------------------------- | --------- | ------------ |
| Abdulilah bin Abdulaziz Al Saud     | 1982–92   | König Khalid |
| Faisal bin Bandar Al Saud           | 1992–2015 | König Fahd   |
| Faisal bin Mischal bin Saud Al Saud | seit 2015 | König Salman |